# 克娄巴特拉·塞勒涅一世
克娄巴特拉·塞勒涅一世（又被一些學者稱為克利奥帕特拉五世，约前130年-前69年）是古埃及托勒密王朝国王（法老）托勒密八世与女王（女法老）克娄巴特拉三世的小女儿，是埃及法老托勒密九世的小妹和第二任妻子并可能生下女儿贝勒尼基三世（后来成为埃及女王），可能短暂地做过二哥托勒密十世的第一任王后并生下托勒密十一世，后母亲命她来到叙利亚，先后成为塞琉古帝国的三任国王安条克八世、安条克九世和安条克十世的王后，安条克十世死后成为儿子安条克十三世的摄政，最后被征服叙利亚的亚美尼亚国王提格兰二世（大帝）所杀。

## 名字
在克利奥帕特拉·塞勒涅的名字中，第一个名字克利奥帕特拉是其母亲克利奥帕特拉三世的名字，也是托勒密王朝许多女王的名字；第二个名字塞勒涅在希腊语中是月亮的意思，也是希腊神话中月亮女神的名字。由于在她之后也有一位名叫克利奥帕特拉·塞勒涅的托勒密埃及公主（即克利奥帕特拉·塞勒涅二世），为了区分，她被史学家列为“克利奥帕特拉·塞勒涅一世”或是克利奥帕特拉五世。

## 生平

### 在埃及
克利奥帕特拉·塞勒涅一世（以下简称“塞勒涅”）生于前3世纪末、前2世纪初托勒密帝国和塞琉古帝国为王位继承问题而纷争敌对之时，大约在公元前130年。她是托勒密八世和克利奥帕特拉三世的小女儿，她的哥哥有托勒密九世和托勒密十世；她的二姐是克利奥帕特拉四世，嫁给了大哥托勒密九世，她的大姐是特里菲娜。
姐姐克利奥帕特拉四世被母亲克利奥帕特拉三世赶出埃及后的第二年（前115年），塞勒涅成为大哥托勒密九世的第二任妻子。她不像其他嫁给托勒密诸王的姐妹们那样成为埃及女王（女法老）和丈夫共治，而只是成为埃及的王后。她和托勒密九世至少生有二子，以及可能貝勒尼基三世。
前107年，托勒密九世被母亲克利奥帕特拉三世所逼而被迫退位，从此关于塞勒涅的历史资料开始模糊不清。她可能在当年改嫁给了新任国王即二哥托勒密十世，成为他的第一任妻子，他们可能有一个儿子，即托勒密十一世。但是4年后（前103年），塞勒涅像她姐姐一样被母亲赶出了埃及，逃亡叙利亚。

### 在叙利亚
逃亡叙利亚的当年（前103年）或者次年（前102年），塞勒涅嫁给了塞琉古国王安条克八世，成为他的第二任妻子和王后，但两人没有留下后代。前97年或前96年，安条克八世被暗杀，塞勒涅王后于前96年改嫁给小叔子安条克九世，成为他的第二任妻子，继续担任叙利亚王后，但这次婚姻只持续了1年不到，在前96年或前95年，安条克九世也死了。塞勒涅王后又于前95年改嫁给她的继子安条克十世，两人育有一子即安条克十三世，塞琉古七世也可能是两人的后代。前83年，安条克十世在与他的侄儿的内战中被杀，之后，王后扶持儿子安条克十三世继位，成为摄政的太后，统治着分裂后的塞琉古帝国的西部。
塞勒涅太后想让儿子继承埃及王位，实现埃及和叙利亚两大帝国的和解与合并，但最后以失败而告终。不只如此，在她统治下的西部帝国江河日下，不断被东部帝国所蚕食，丧失了大部分领土。
前69年，塞勒涅太后在托勒密城（今以色列阿卡）被占领叙利亚的亚美尼亚国王提格兰二世（被尊为“大帝”）俘虏并处决，结束了曲折的一生，享年约61岁。

## 家庭
- 父亲：托勒密八世
- 母亲：克利奥帕特拉三世
- 哥哥：
  - 大哥兼第一任丈夫：托勒密九世
  - 二哥兼第二任丈夫（可能）：托勒密十世
- 姐姐：
  - 大姐：特里菲娜
  - 二姐：克利奥帕特拉四世
- 第三任丈夫：安条克八世
- 第四任丈夫：安条克九世
- 第五任丈夫：安条克十世
- 子女：
  - 女儿：可能贝勒尼基三世（与托勒密九世所生）
  - 长子：不知其名（与托勒密九世所生）
  - 次子：不知其名（与托勒密九世所生）
  - 三子：可能托勒密十一世（可能与托勒密十世所生）
  - 四子：安条克十三世（与安条克十世所生）
  - 五子：塞琉古七世（可能与安条克十世所生）